# Lycosa macedonica
Lycosa macedonica este o specie de păianjeni din genul Lycosa, familia Lycosidae. A fost descrisă pentru prima dată de Louis Giltay în anul 1932.
Este endemică în Macedonia. Conform Catalogue of Life specia Lycosa macedonica nu are subspecii cunoscute.